# Dana Zátopková
Dana Zátopková, roz. Ingrová, (19. září 1922 Fryštát – 13. března 2020 Praha) byla česká a československá atletka – oštěpařka, olympijská vítězka a manželka čtyřnásobného olympijského vítěze Emila Zátopka.

## Život
Její rodiče, Antonín a Františka Ingrovi, pocházeli z Vacenovic. Otec se po působení ve francouzských legiích během první světové války stal vojákem z povolání. Na začátku 20. let 20. století byl jmenován velitelem pohraničního praporu ve Fryštátě. Zde se také narodily všechny tři Ingrovy děti – Vladimír (1921), Dana (1922) a Miroslav (1923). Když bylo Daně Ingrové šest let, její rodina se z Fryštátu (dnešní Karviné) vrátila zpět do Vacenovic u Hodonína. Její otec byl v dalších letech jmenován velitelem útvaru v Olomouci a poté velitelem pluku v Uherském Hradišti.
S atletikou se Dana poprvé seznámila při studiu gymnázia Uherské Hradiště. Za druhé světové války a krátce po ní se Dana Ingrová aktivně věnovala házené. Všesportovní nadání dokázala, když se roku 1949 stala v dresu týmu Slovácká Slavie mistryní Československa v házené žen.
Od roku 1946 se společně s házenou začala Dana Ingrová opět věnovat i atletice a shodou náhod se dostala k náčiní, které ji později proslavilo, tedy k oštěpu. Už o dva roky později jako mistryně republiky odjela reprezentovat Československo na XIV. olympijské hry v Londýně (1948), kde se umístila na sedmém místě. Krátce po olympiádě, 24. října 1948 se provdala za vytrvalostního běžce Emila Zátopka. Jejich svazek se později stal svazkem dvou výjimečných sportovců, olympijských vítězů, ale také lidí, kterým byly velmi blízké základní olympijské myšlenky a hodnoty.
Svého největšího úspěchu se Dana Zátopková dočkala roku 1952 na XV. olympijských hrách v Helsinkách. Ve stejný den vítězství svého manžela Emila v běhu na 5 000 metrů zvítězila ve své disciplíně i ona hodem za hranici padesáti metrů (50,47 m). Další úspěchy pak na sebe nenechaly dlouho čekat. Mnohonásobný zisk titulu mistryně republiky, mistryně Evropy z let 1954 a 1958, překonání světového rekordu z roku 1958 (55,73 m), či zisk stříbrné medaile ze XVII. olympijských her v Římě v roce 1960, to vše dokazuje, že úspěch v Helsinkách nebyl náhodným vítězstvím, ale vrcholem kariéry vynikající sportovkyně.
Po ukončení aktivní sportovní kariéry roku 1962 se Dana Zátopková věnovala trenérské činnosti. V letech 1960–1972 byla rovněž členkou ženské komise IAAF.
Zemřela ve spánku 13. března 2020 brzy ráno v Praze v Ústřední vojenské nemocnici ve věku 97 let.
Pohřeb se konal 20. března 2020 v Praze ve strašnickém krematoriu, vzhledem k pandemii koronaviru a panujícím karanténním opatřením v úzkém kruhu přátel a osobností českého sportu, účast veřejnosti nebyla možná. Ani osobnosti ze zahraničí se nemohly zúčastnit, poslaly kondolence. Celý obřad vysílala přímým přenosem Česká televize.
Její ostatky byly uloženy na Valašském Slavíně v Rožnově pod Radhoštěm do společného hrobu s manželem Emilem.

## Zajímavosti
- Svoji zlatou medaili v hodu oštěpem získala 24. července 1952 ve stejný den, kdy její manžel Emil Zátopek vybojoval zlatou medaili v běhu na 5 000 metrů. Zisk obou medailí proběhl v řádu několika minut po sobě a dodnes se jedná o jediný zapsaný manželský pár, který takto došel vítězství na Olympijských hrách.
- Narodila se ve stejný den, měsíc a rok jako její manžel Emil Zátopek.

## Školy
- 1930–1934 Obecná škola Uherské Hradiště
- 1934–1941 Reálné gymnázium Uherské Hradiště
- 1946–1947 Pedagogická škola Brno
- 1957–1960 Trenérská škola při FTVS

## Zaměstnání
- 1941–1943 zubní instrumentářka, Ostrava
- 1943–1945 vozová služba – nádraží Uherské Hradiště
- 1947–1949 vychovatelka n.p. Svit Gottwaldov
- 1949–1953 sekretářka sportovního časopisu Ruch (pozdější Stadion)
- 1953–1956 sportovní škola dorostu ÚDA (později Dukla Praha)
- 1956–1964 sportovní škola mládeže RH Praha (asistentka Oty Jandery)
- 1964–1980 ústřední trenérka vrhačů – Atletický svaz ČSTV

## Sportovní úspěchy
Olympijské hry
- 1948 OH Londýn: 7. místo (39,64 m)
- 1952 OH Helsinky: 1. místo (50,47 m)
- 1956 OH Melbourne: 4. místo (49,83 m)
- 1960 OH Řím: 2. místo (53,78 m)

Mistrovství Evropy
- 1950 ME Brusel: 5. místo (41,34 m)
- 1954 ME Bern: 1. místo (52,91 m)
- 1958 ME Stockholm: 1. místo (56,02 m)

Rekordy
- 17× překonala československý rekord (první rekord 38,07 m (1948), poslední 56,67 m (1958)
- 3× překonala evropský rekord
- 1× překonala světový rekord výkonem 55,73 m (1958)

## Vyznamenání a řády
- 1954 Zasloužilý mistr sportu
- 1975 spoluzakladatelka Československého klubu olympioniků
- 1992 spoluzakladatelka Českého klubu olympioniků
- 1982 medaile Za zásluhy o ČOV
- 1991 Cena Fair Play (Paříž)
- 1992 čestný odznak Přemysla Otakara II. (MNO)
- 1995 Stříbrný olympijský řád 1995
- 2003 titul Sportovní legenda udělovaná Klubem sportovních novinářů
- 2003 medaile Za zásluhy 2. stupně
- 2007 vyznamenání Za zásluhy 1. stupně Zlínského kraje
- 2009 cena Gratias Tibi – ke 110 letům založení ČOV
- 2012 vyznamenání Zlaté lípy (MNO)
- 2012 Evropský olympijský řád
- 2012 čestná občanka Vacenovic
- 2012 Nadace Charty 77 v rámci svého projektu SenSen (Senzační senioři) pro výjimečné seniory poprvé otevřela "Zlatou síň" pro seniory z řad veřejně známých osob a jako první do ní uvedla Danu Zátopkovou

## Galerie

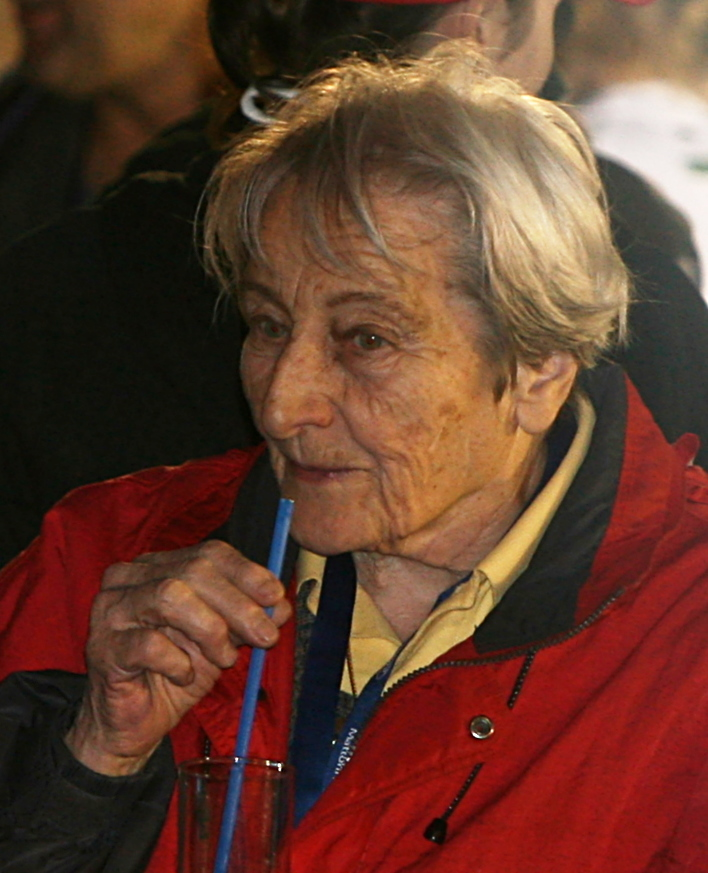
Dana Zátopková (2007)
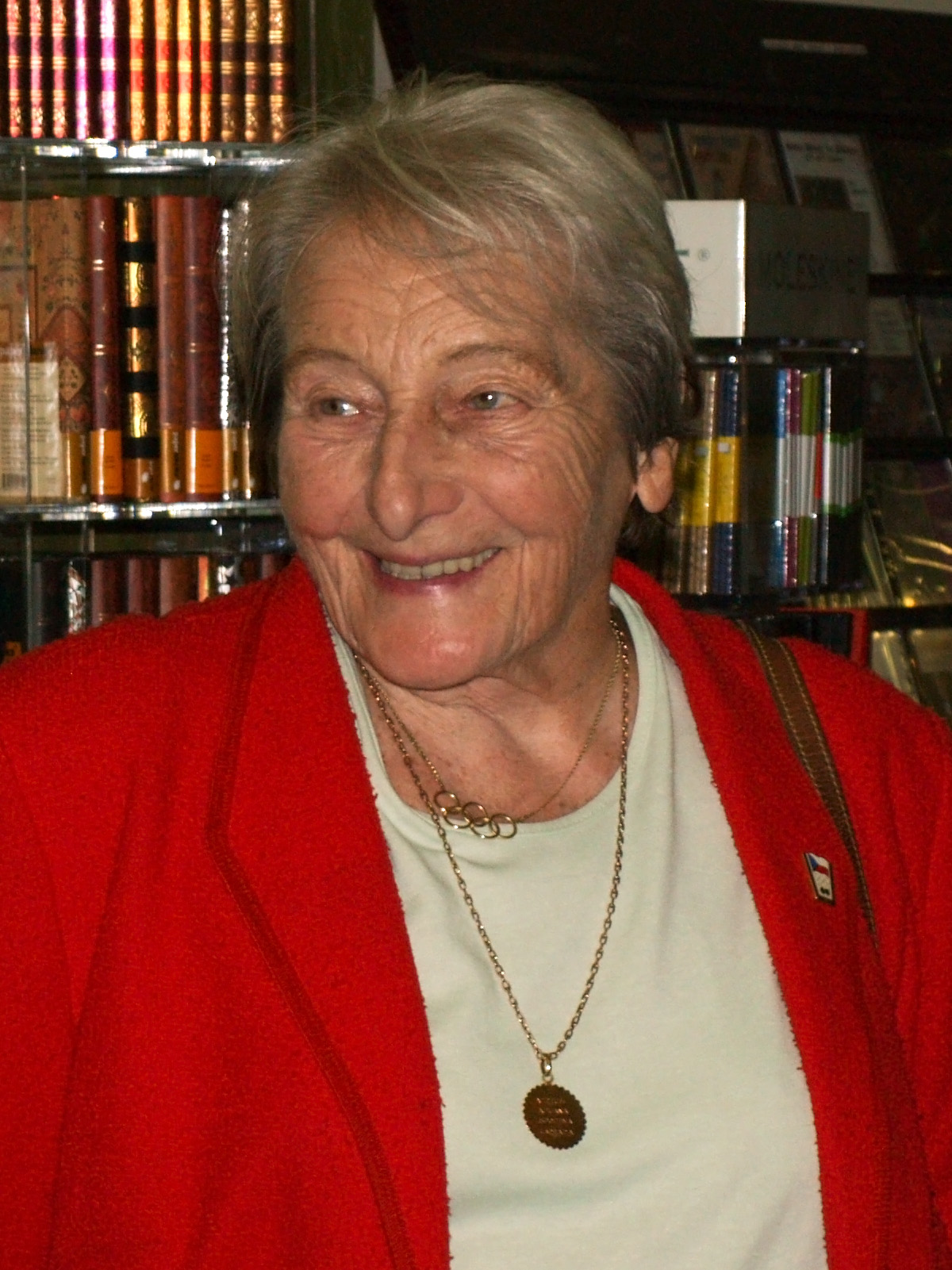
Dana Zátopková (2009)
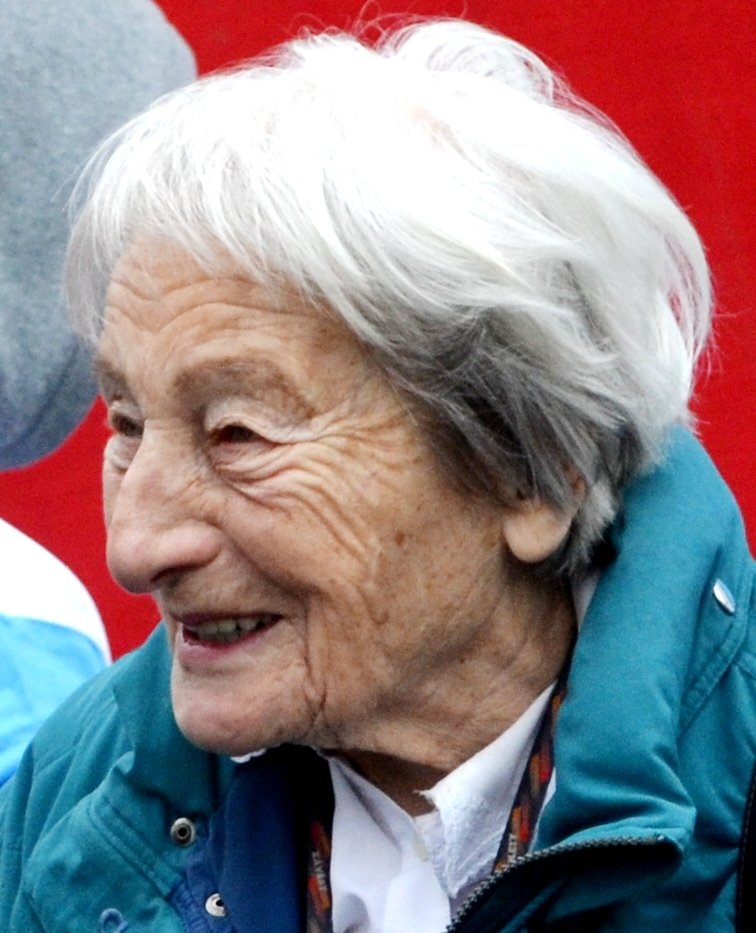
Dana Zátopková (2014)
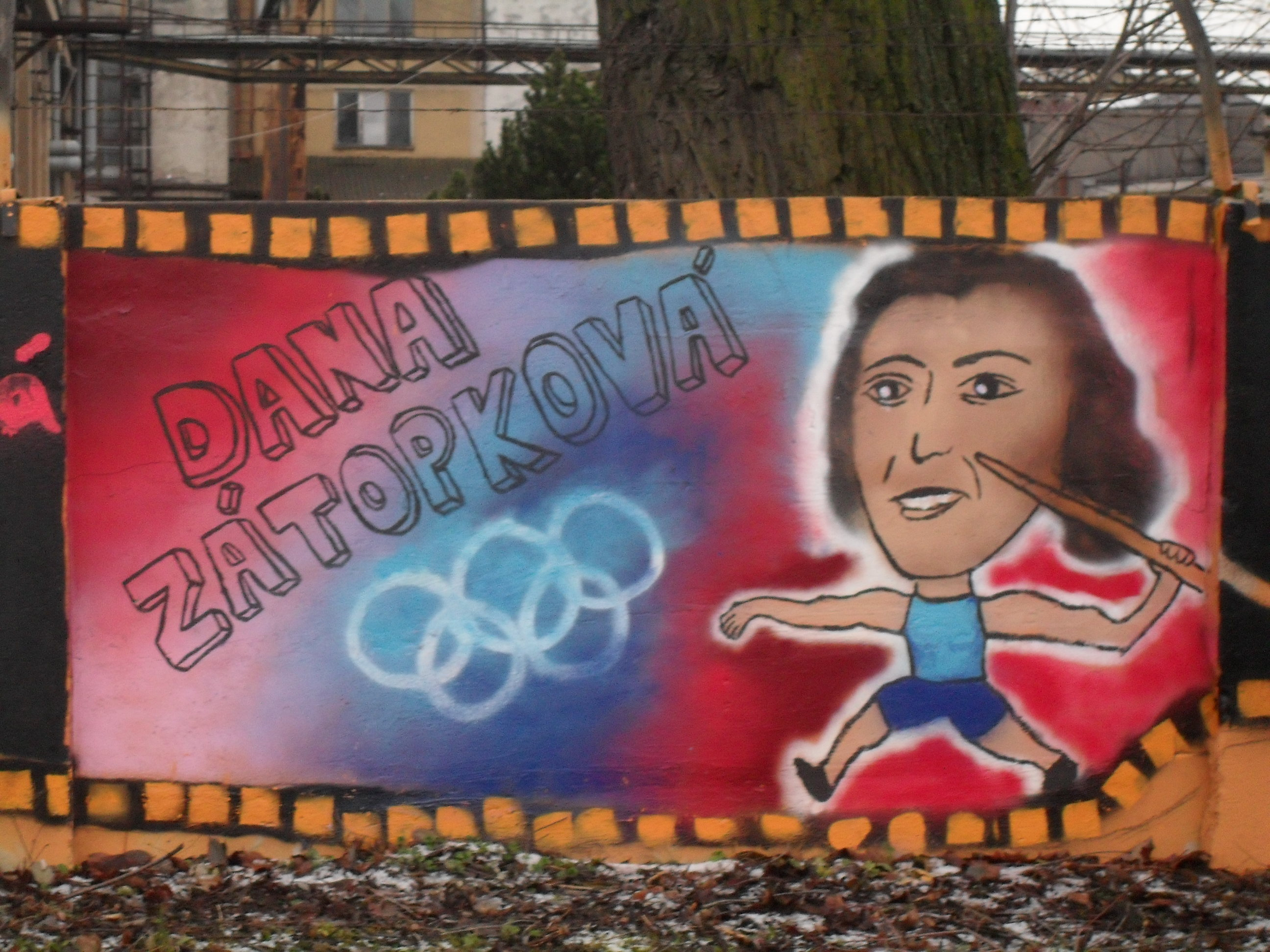
Dana Zátopková ztvárněná mladými umělci na Street Art v Karviné